# Bahnstrecke Bad Reichenhall–Berchtesgaden
| Streckennummer (DB): | 5741 |                                                       |                                                       |
| Kursbuchstrecke (DB): | 954 |                                                       |                                                       |
| Kursbuchstrecke: | 428b (1946) |                                                       |                                                       |
| Streckenlänge: | 19,128 km |                                                       |                                                       |
| Spurweite: | 1435 mm (Normalspur) |                                                       |                                                       |
| Streckenklasse: | CE |                                                       |                                                       |
| Stromsystem: | 15 kV 16,7 Hz ~ |                                                       |                                                       |
| Maximale Neigung: | 40,8 ‰ |                                                       |                                                       |
| Minimaler Radius: | 180 m |                                                       |                                                       |
| Streckengeschwindigkeit: | 50 km/h, Steilstreckenabschnitte: Bergfahrt: 50 km/h Talfahrt: Reisezüge, einzeln fahrende Triebfahrzeuge: 50 km/h Güterzüge: 40 km/h Nebenfahrzeuge: 30 km/h |                                                       |                                                       |
| Zugbeeinflussung: | PZB |                                                       |                                                       |
| | |                                                       |                                                       |
| \| \| \| von Freilassing \| \| \| \| 0,000 \| Bad Reichenhall (ehemals: Reichenhall) \| 466 m \| \| \| 0,052 \| (31 m) \| (31 m) \| \| \| \| Friedrich-Ebert-Allee \| \| \| \| \| Luitpoldstraße \| \| \| \| \| Maximilianstraße \| \| \| \| \| Kurfürstenstraße \| \| \| \| 0,800 \| Anst Neue Saline \| Anst Neue Saline \| \| \| \| Holzfeldweg \| \| \| \| 1,268 \| Reichenbachstraße / Bundesstraße 20 (42 m) \| Reichenbachstraße / Bundesstraße 20 (42 m) \| \| \| 1,662 \| Bad Reichenhall-Kirchberg (ehemals Bahnhof) \| 476 m \| \| \| \| (ehem.: Bad Reichenhall-Kirchberg (Predigtstuhlbahn)) \| \| \| \| 1,70 \| Beginn der Steilstrecke \| Beginn der Steilstrecke \| \| \| 3,399 \| Bayerisch Gmain (ehem. Bf) \| 540 m \| \| \| \| Lattenbergstraße \| \| \| \| \| Weißbach \| \| \| \| \| Rötelbach \| \| \| \| 7,30 \| Ende der Steilstrecke \| Ende der Steilstrecke \| \| \| 7,435 \| Hallthurm (früher auch Personenverkehr) \| 693 m \| \| \| \| Mausbach \| \| \| \| 10,230 \| Winkl \| 665 m \| \| \| 12,778 \| Bischofswieser Ache (28 m) \| Bischofswieser Ache (28 m) \| \| \| 13,614 \| Bischofswiesen \| 614 m \| \| \| 15,206 \| Bischofswieser Ache (21 m) \| Bischofswieser Ache (21 m) \| \| \| 16,80 \| Tristram-Tunnel (70 m, abgetragen) \| Tristram-Tunnel (70 m, abgetragen) \| \| \| 17,740 \| Gmundbrücke \| Gmundbrücke \| \| \| 19,128 \| Berchtesgaden Hbf (ehemals: Berchtesgaden) \| 540 m \| \| \| \| Verbindungsgleis vom Königsseer Bf \| \| \| \| \| nach Hangender Stein \| \| \| \| \| \| \| \| Quellen: [2][3][1] \| \| \| \| | |                                                       |                                                       |
| Strecke | | von Freilassing                                       | von Freilassing                                       |
| Bahnhof | 0,000 | Bad Reichenhall (ehemals: Reichenhall)                | 466 m                                                 |
| Brücke | 0,052 | (31 m)                                                | (31 m)                                                |
| Brücke | | Friedrich-Ebert-Allee                                 | Friedrich-Ebert-Allee                                 |
| Brücke | | Luitpoldstraße                                        | Luitpoldstraße                                        |
| Brücke | | Maximilianstraße                                      | Maximilianstraße                                      |
| Brücke | | Kurfürstenstraße                                      | Kurfürstenstraße                                      |
| Abzweig geradeaus und ehemals nach rechts | 0,800 | Anst Neue Saline                                      | Anst Neue Saline                                      |
| Brücke | | Holzfeldweg                                           | Holzfeldweg                                           |
| Brücke | 1,268 | Reichenbachstraße / Bundesstraße 20 (42 m)            | Reichenbachstraße / Bundesstraße 20 (42 m)            |
| Haltepunkt / Haltestelle | 1,662 | Bad Reichenhall-Kirchberg (ehemals Bahnhof)           | 476 m                                                 |
| Strecke | | (ehem.: Bad Reichenhall-Kirchberg (Predigtstuhlbahn)) | (ehem.: Bad Reichenhall-Kirchberg (Predigtstuhlbahn)) |
| Strecke | 1,70 | Beginn der Steilstrecke                               | Beginn der Steilstrecke                               |
| Haltepunkt / Haltestelle | 3,399 | Bayerisch Gmain (ehem. Bf)                            | 540 m                                                 |
| Brücke | | Lattenbergstraße                                      | Lattenbergstraße                                      |
| Brücke über Wasserlauf | | Weißbach                                              | Weißbach                                              |
| Brücke über Wasserlauf | | Rötelbach                                             | Rötelbach                                             |
| Strecke | 7,30 | Ende der Steilstrecke                                 | Ende der Steilstrecke                                 |
| Dienststation / Betriebs- oder Güterbahnhof | 7,435 | Hallthurm (früher auch Personenverkehr)               | 693 m                                                 |
| Brücke über Wasserlauf | | Mausbach                                              | Mausbach                                              |
| ehemaliger Haltepunkt / Haltestelle | 10,230 | Winkl                                                 | 665 m                                                 |
| Brücke über Wasserlauf | 12,778 | Bischofswieser Ache (28 m)                            | Bischofswieser Ache (28 m)                            |
| Bahnhof | 13,614 | Bischofswiesen                                        | 614 m                                                 |
| Brücke über Wasserlauf | 15,206 | Bischofswieser Ache (21 m)                            | Bischofswieser Ache (21 m)                            |
| ehemaliger Tunnel | 16,80 | Tristram-Tunnel (70 m, abgetragen)                    | Tristram-Tunnel (70 m, abgetragen)                    |
| ehemaliger Haltepunkt / Haltestelle | 17,740 | Gmundbrücke                                           | Gmundbrücke                                           |
| Kopfbahnhof Strecke ab hier außer Betrieb | 19,128 | Berchtesgaden Hbf (ehemals: Berchtesgaden)            | 540 m                                                 |
| Abzweig geradeaus und von rechts (Strecke außer Betrieb) | | Verbindungsgleis vom Königsseer Bf                    | Verbindungsgleis vom Königsseer Bf                    |
| Strecke (außer Betrieb) | | nach Hangender Stein                                  | nach Hangender Stein                                  |
| | |                                                       |                                                       |
| Quellen: | |                                                       |                                                       |

Die Bahnstrecke Bad Reichenhall–Berchtesgaden ist eine eingleisige, elektrifizierte Nebenbahn in Bayern. Sie schließt in Bad Reichenhall an die Hauptbahn Freilassing–Bad Reichenhall an und führt in den bayerischen Alpen nach Berchtesgaden. Der Abschnitt zwischen dem Haltepunkt Bad Reichenhall-Kirchberg, früher ein Bahnhof, und Hallthurm ist eine Steilstrecke mit besonderen betrieblichen Anforderungen gemäß Anhang 8 der Steilstreckenvorschrift der Deutschen Bahn.

## Geschichte
Nachdem Reichenhall, seit 1890 Bad Reichenhall, schon 1866 seinen Eisenbahnanschluss erhalten hatte, wurde im Jahr 1867 die Projektierung der Weiterführung nach Berchtesgaden vergeben, die Unterstützung bei der Administration der Bayerischen Berg-, Hütten- und Salzwerke fand. Die Planungen konnten jedoch erst 1884 abgeschlossen werden. Am 29. Mai 1886 genehmigte der bayerische Landtag die Strecke, am 25. Oktober 1888 befuhr ein festlich geschmückter Zug der Königlich Bayerischen Staatseisenbahnen als Erster die neue Lokalbahn. Ihr Betrieb oblag bis zu deren Auflösung am 1. April 1912 der Lokalbahnbetriebsleitung Berchtesgaden.
Von 1907 bis 1938 schloss in Berchtesgaden die Bahnstrecke Berchtesgaden–Hangender Stein an, die ab 1908 mit 1000 Volt Gleichspannung elektrisch betrieben wurde. Als weitere Anschlussstrecke existierte von 1909 bis 1965 die, ebenfalls elektrisch betriebene, Königsseebahn zum Königssee. Für diese Strecken wurde der Bahnhof Berchtesgaden umfangreich umgebaut.
Aufgrund der positiven Erfahrungen mit dem elektrischen Betrieb auf den beiden Anschlussstrecken und der Lärm- und Rauchbelästigungen des Dampfbetriebes in Bad Reichenhall wurde über eine Elektrifizierung der Strecke diskutiert. Das Königliche Bayrische Staatsministerium für Verkehrsangelegenheiten beauftragte 1908 Walter Reichel mit einer umfangreichen Untersuchung. Aufgrund der erwarteten finanziellen Vorteile bei gleichzeitiger Verringerung der Reisezeit entschied man sich für die Elektrifizierung der Strecke.
Bis zum 15. April 1914 wurde sie als eine der ersten Bahnstrecken in Deutschland elektrifiziert, wobei die AEG bis Bad Reichenhall-Kirchberg ein nachgespanntes Kettenwerk installierte, während auf der restlichen Strecke ein SSW-Kettenwerk mit Zwischentragdraht und nachgespannten Fahrdraht Verwendung fand. Den dafür benötigten Fahrstrom stellte das vom gestauten Saalachsee gespeiste Saalachkraftwerk in Bad Reichenhall-Kirchberg zur Verfügung, das auch heute noch Bahnstrom liefert. Die Probefahrten mit einer Elektrolokomotive der Reihe EP 1 mussten jedoch kriegsbedingt schon am 3. August 1914 wieder eingestellt werden. Der erneute elektrische Betrieb begann letztlich erst am 10. April 1916, am 15. April 1916, am 1. August 1916, am 7. August 1916 oder am 8. August 1916.
Aufgrund weiter steigender Fahrgastzahlen wurden 1915/16 die Gleisanlagen in Bad Reichenhall erweitert. 1933 wurden im Stadtgebiet Bad Reichenhall einige Bahnübergänge durch Höherlegung der Trasse beseitigt.
Im Bogen beim ehemaligen Haltepunkt Gmundbrücke an der Tristram-Schlucht befand sich bis 1933/34 ein 70 Meter langer Tunnel. Dieser wurde wegen Profileinschränkungen abgetragen. Bereits im Sommer 1928 bedienten Schnellzüge sowie beschleunigte Personenzüge von und nach München die Strecke, ab dem Sommerfahrplan 1934 konnten schließlich auch zwei Schnellzugpaare nach Berlin und Dresden eingeführt werden. Von 1979 bis 1982 befuhr mit dem IC 510/511 „Chiemgau“ sogar ein Intercity-Zugpaar die Nebenbahn.
Ende der 1930er Jahre wurde ein Weiterbau bzw. Umbau der Strecke in Richtung Salzburg geplant. Es sollte eine zweigleisige Strecke von Berchtesgaden über Marktschellenberg nach Elsbethen gebaut werden. Dort sollte die Strecken an die Salzburg-Tiroler-Bahn anschließen. Im Rahmen dieser Arbeiten wurde 1938 zunächst die Bahnstrecke in Richtung Hangender Stein stillgelegt. Direkt im Anschluss an den Berchtesgadener Bahnhof wurde mit dem Bau eines 240 Meter langen Tunnels begonnen. Der Tunnel wurde 1940 fertig gestellt, jedoch wurden die weiteren Arbeiten an der Strecke aufgrund des Zweiten Weltkrieges beendet.
Im Juni 2006 wurde die Strecke in das Netz der S-Bahn Salzburg integriert. Aus der Ausschreibung der Zugleistungen im Sommer 2006 ging im Oktober desselben Jahres ein Konsortium aus der Regentalbahn und der Salzburg AG als Sieger hervor. So übernahm die am 4. Mai 2009 gegründete Berchtesgadener Land Bahn (BLB) den Verkehr zum Fahrplanwechsel am 13. Dezember 2009. Aufgrund des zunächst nicht einsetzbaren BLB-eigenen Rollmaterials wurde vorübergehend ein Schienenersatzverkehr mit Omnibussen eingerichtet. Erst ab dem 23. Januar 2010 wurde Berchtesgaden wieder auf der Schiene bedient.
2016 erneuerte die Deutsche Bahn die Oberleitungsanlage zwischen Hallthurm und Berchtesgaden.
Bei einer erneuten Ausschreibung Ende 2017 zusammen mit den Strecken Freilassing–Bad Reichenhall und Traunstein–Ruhpolding als Netz Chiemgau–Berchtesgaden erhielt die Bayerische Oberlandbahn (BOB) den Zuschlag und übernahm die Strecke im Dezember 2021. Es werden die Bestandfahrzeuge der BLB verwendet.
Zwischen 2020 und 2023 wurde die Strecke umfangreich saniert. Dazu erneuerte die Deutsche Bahn – neben der Umrüstung der Bahnhöfe auf ein elektronisches Stellwerk – die Oberleitungsanlage zwischen Bad Reichenhall und Hallthurm. Außerdem wurden die Stationen Bayerisch Gmain und Bischofswiesen barrierefrei ausgebaut. In Bischofswiesen wurden dazu zwei neue Außenbahnsteige sowie für deren Zugang eine neue Überführung errichtet. Weitere Maßnahmen waren die Modernisierung mehrerer Bahnübergänge sowie die Auflassung des Bahnübergangs Hohlgraben.

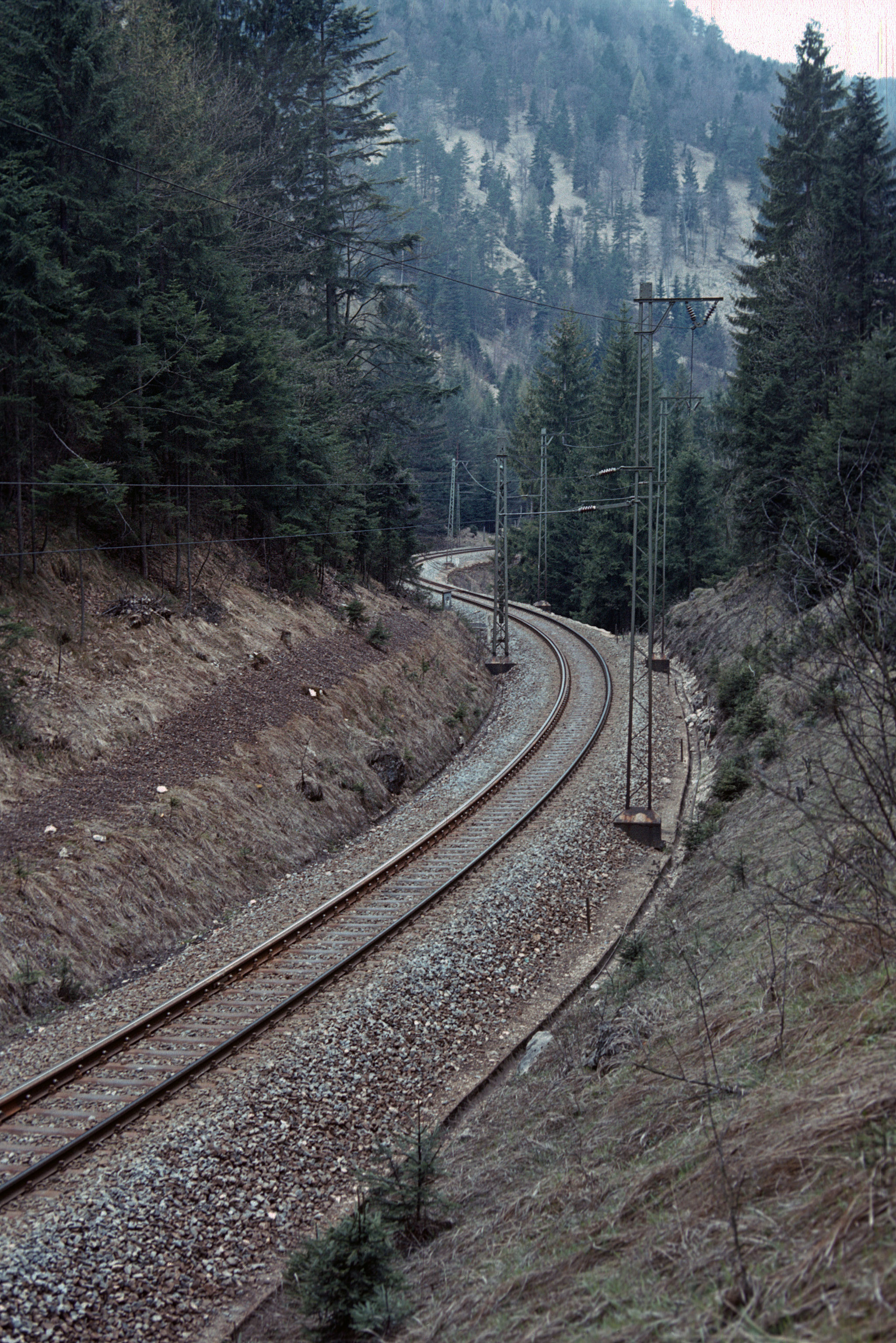
Der steigungs- und bogenreiche Abschnitt Bayerisch Gmain–Hallthurm, aufgrund der engen Radien mit zusätzlicher Fangschiene an der Bogeninnenseite. Typisch für früh elektrifizierte Nebenstrecken war die sogenannte windschiefe Fahrleitung.
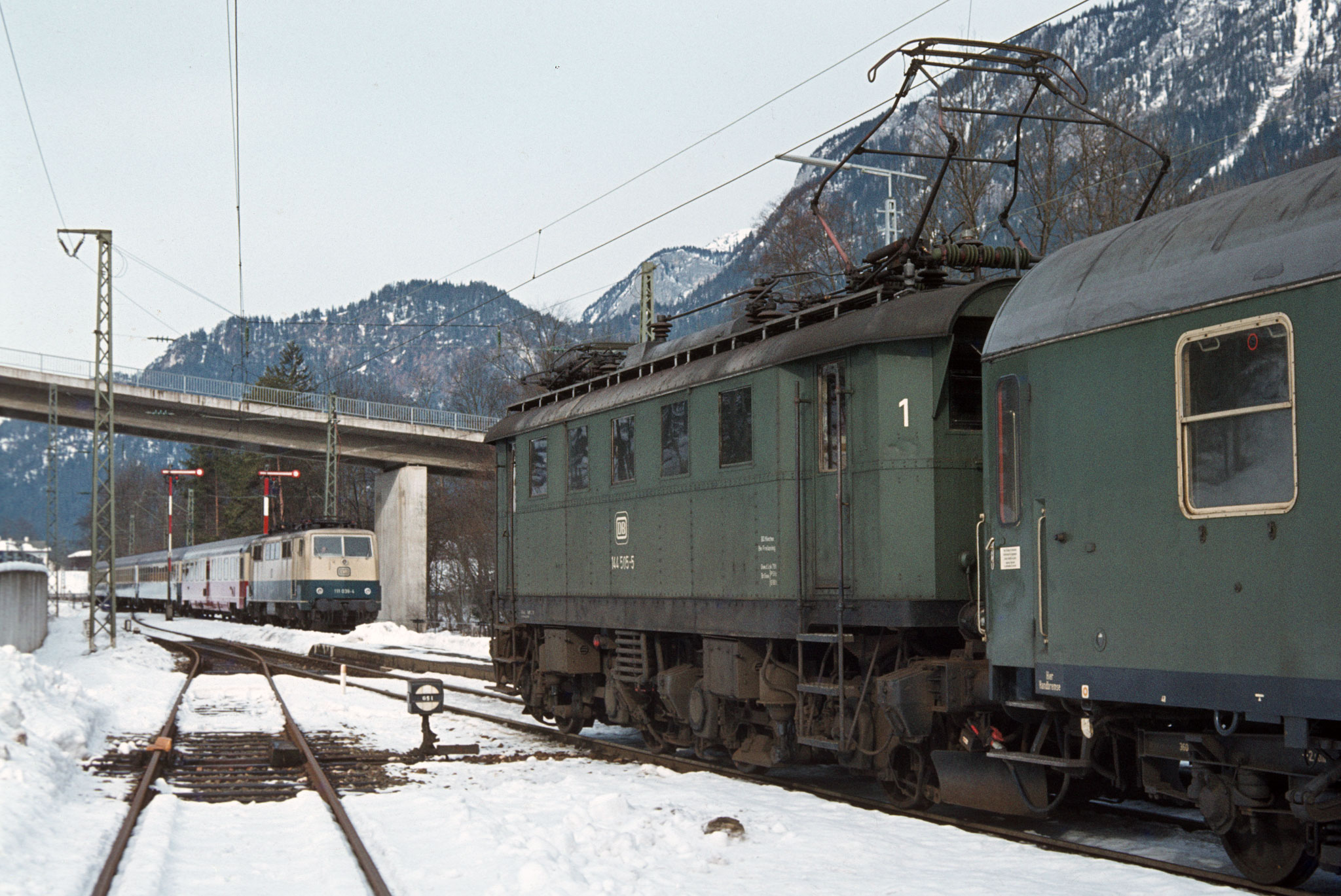
Zugkreuzung in Bischofswiesen am 2. Februar 1980. Der mit der 144 505 bespannte Nahverkehrszug N 5511 wartet die Einfahrt des aus der Garnitur des IC 511 Berchtesgaden–Köln gebildeten Nahverkehrszuges ab.
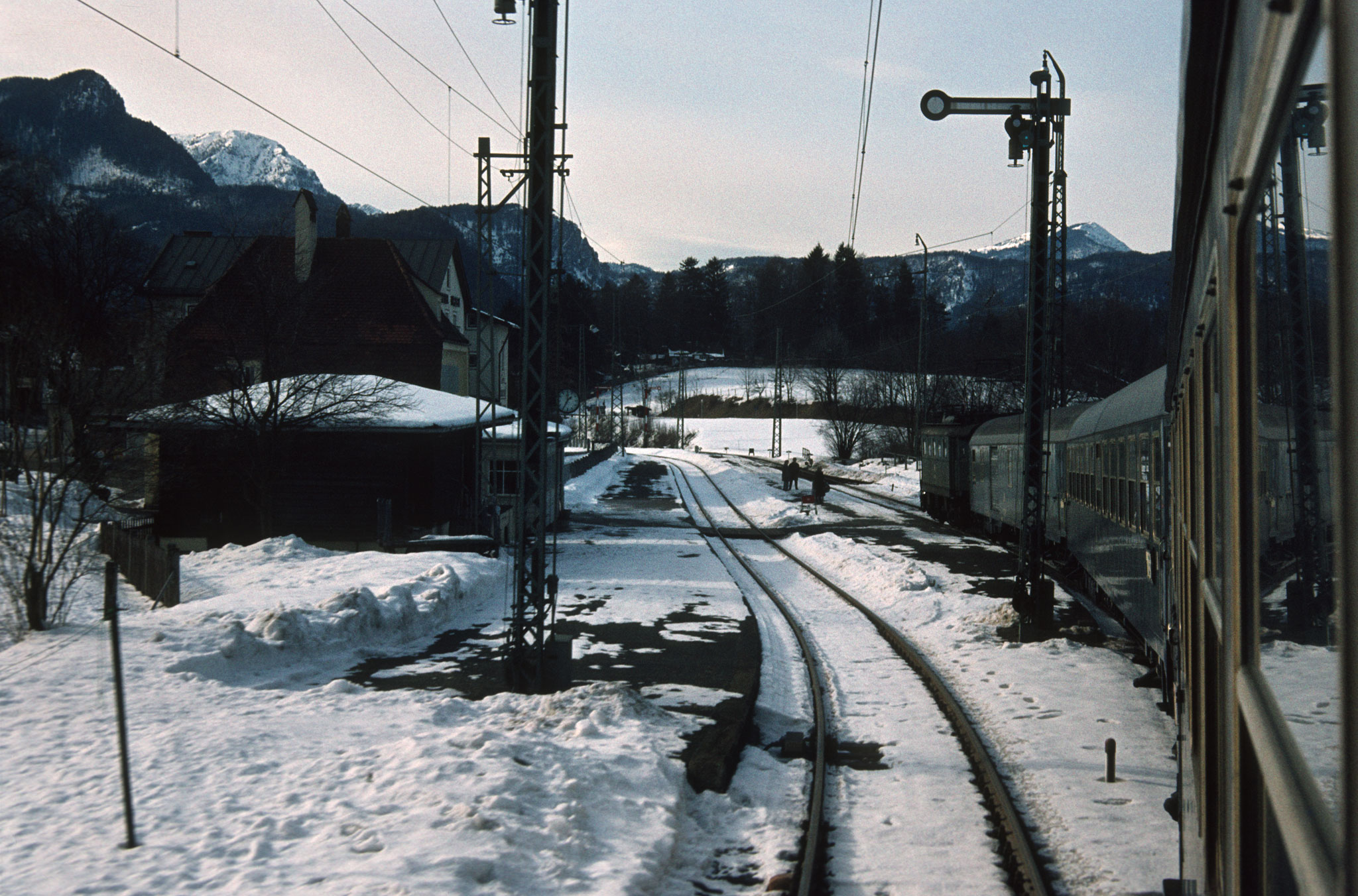
Einfahrt nach Bayerisch Gmain im Februar 1980. Nur ein Teil der Bahnsteige befand sich in der Ebene, so dass die bergwärts fahrenden Züge in der Steigung anfahren mussten. Heute ist der Bahnhof zum eingleisigen Haltepunkt zurückgebaut.
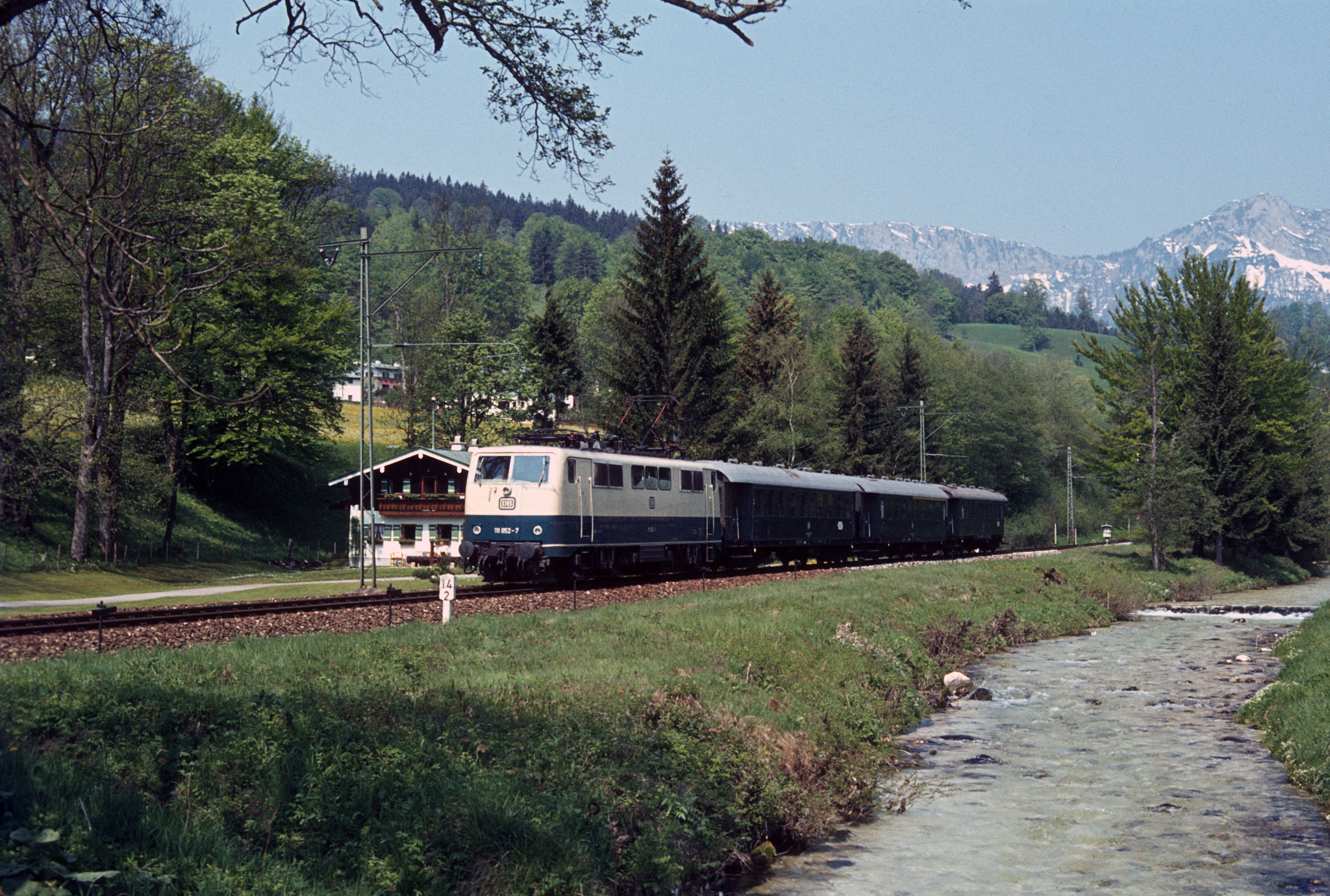
111 052 mit dem aus Eilzugwagen gebildeten Nahverkehrszug N 5509 in Bischofswiesen im Frühjahr 1981
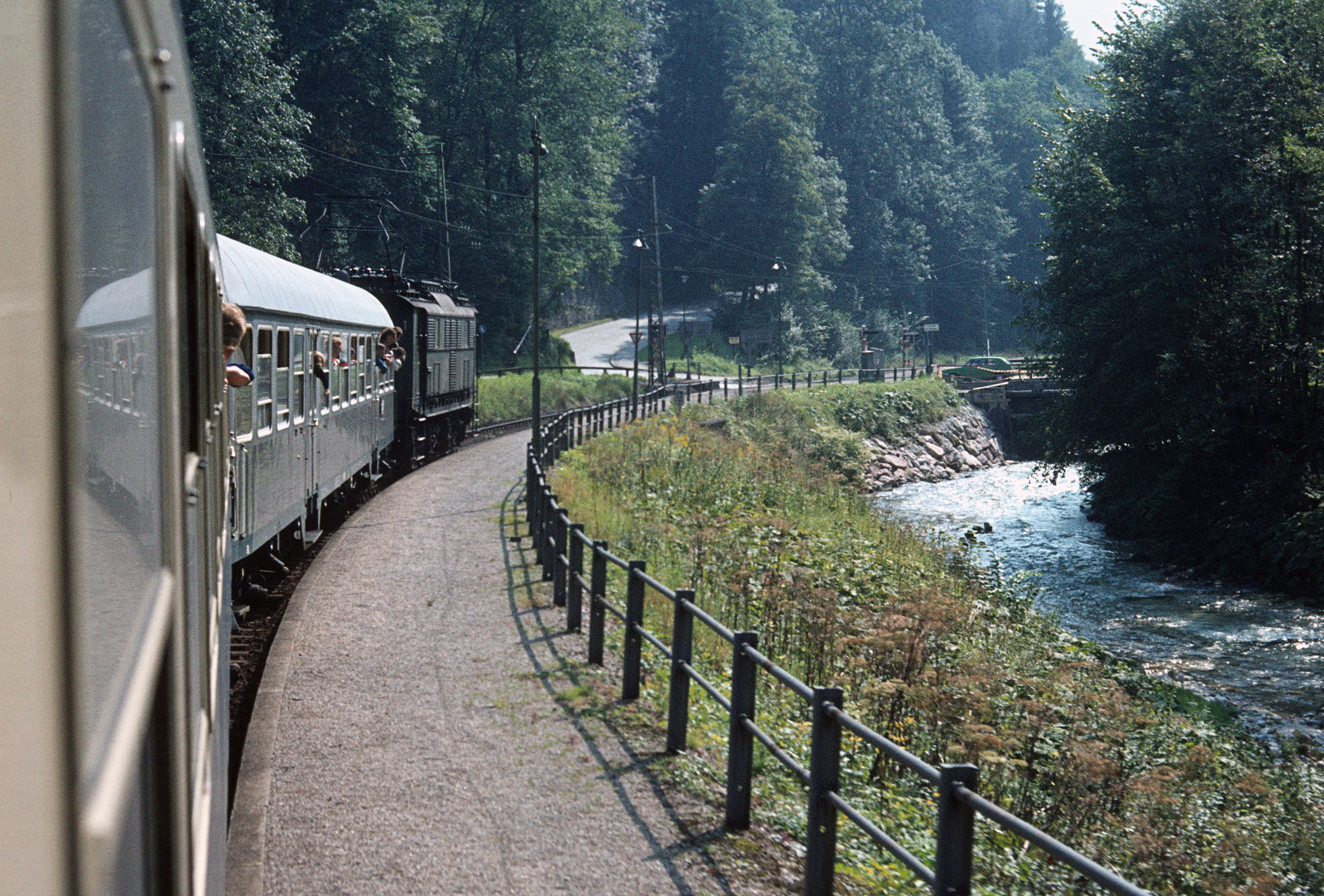
144 507 mit dem Eilzug E 3501 München–Berchtesgaden passiert den Haltepunkt Gmundbrücke
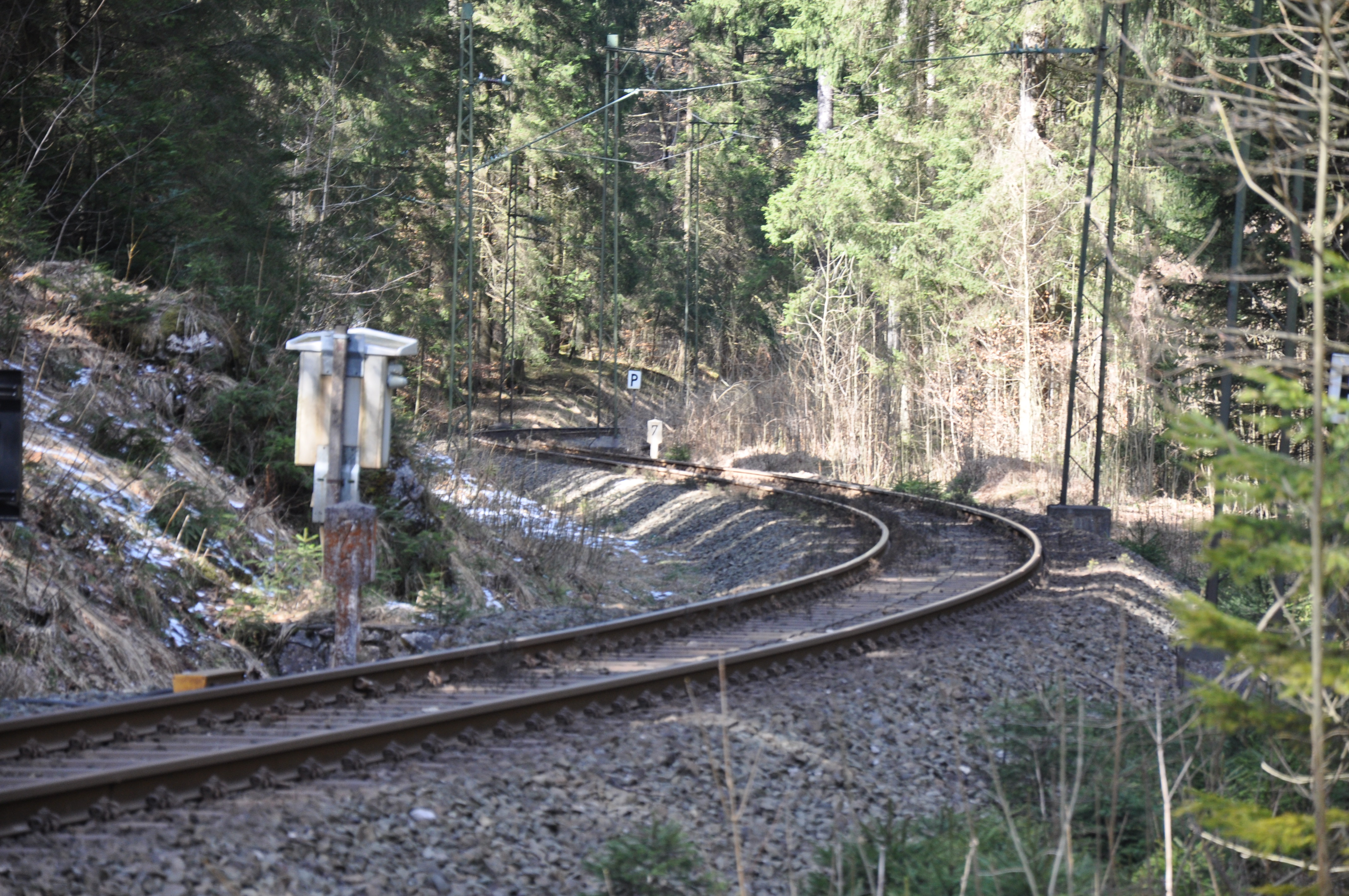
Steilstrecke kurz vor Hallthurm

## Betrieb

### Personenverkehr

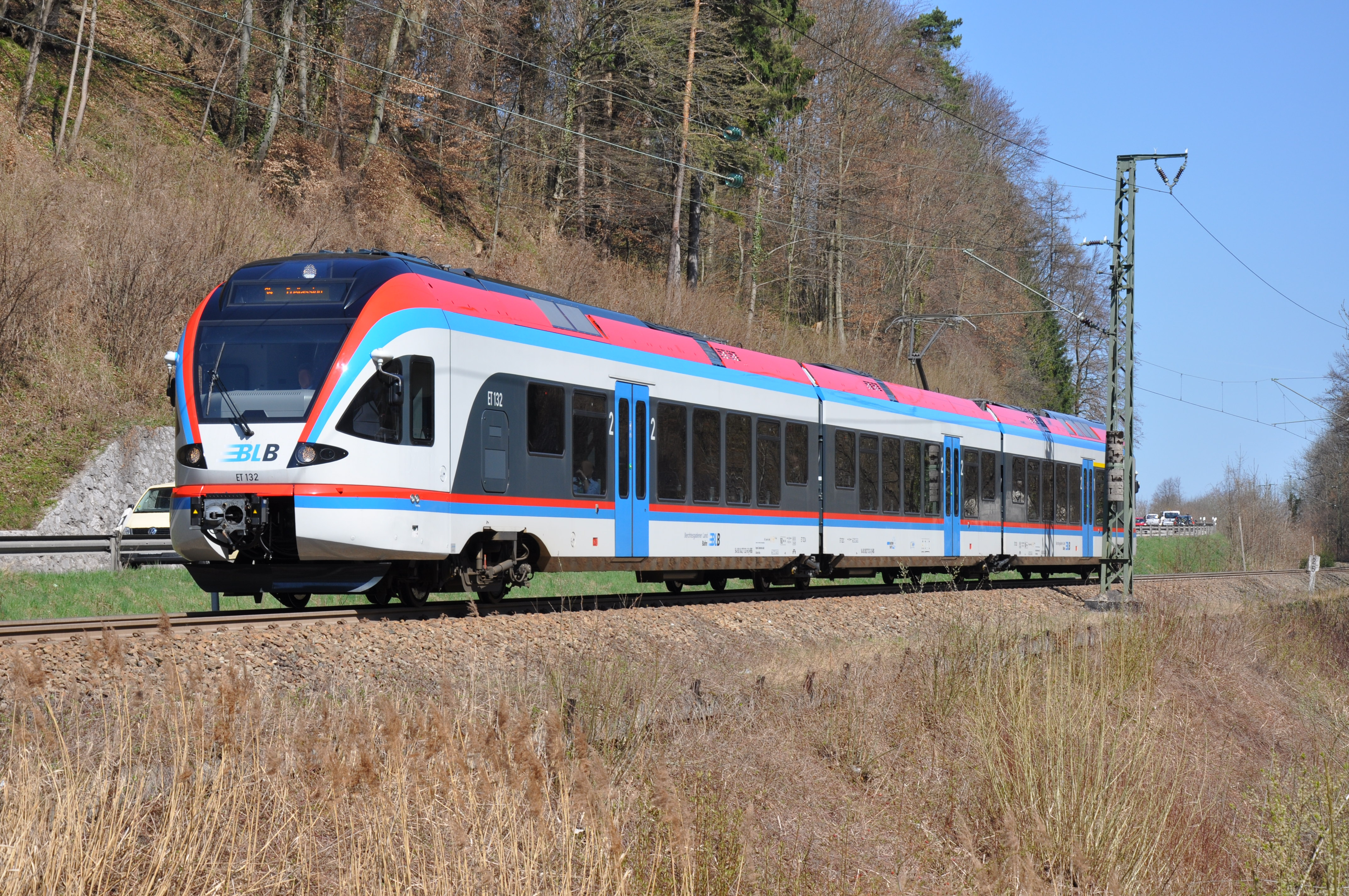
Ein BLB-Triebwagen zwischen Bad Reichenhall-Kirchberg und Bayerisch Gmain

Die Strecke wird von der Linie S4 der S-Bahn Salzburg von Freilassing nach Berchtesgaden im Stundentakt bedient.
Zusätzlich besteht mit dem Intercity-Zugpaar 2082/2083 Königssee (IC-Linie 24) von Hamburg nach Berchtesgaden und zurück einmal täglich eine Direktverbindung zwischen zahlreichen deutschen Großstädten und Berchtesgaden. Da die nächtliche Abstellung der Intercity-Garnitur aus logistischen Gründen im Bahnhof Freilassing erfolgt, verkehrt dessen Wagenpark morgens von Freilassing nach Berchtesgaden und von dort zurück nach Hamburg. Nachmittags fährt der aus Hamburg kommende Zug kurz nach der Ankunft zurück nach Freilassing.
Diese vier Züge verkehren auf der eingleisigen Strecke als Regional-Express-Linie RE 24 und sind mit Fahrausweisen des Nahverkehrs nutzbar. Eine weitere Fernverbindung mit Berchtesgaden, das Zugpaar 2428/2429 ins Ruhrgebiet, wurde hingegen zum Fahrplanwechsel im Dezember 2007 eingestellt. Auch diese Leistung verkehrte zwischen Freilassing und Berchtesgaden in beiden Richtungen als Regionalzug. In den 1980er Jahren verkehrten Fern-Express-Züge sowie der Alpen-See-Express von und nach Berchtesgaden.

### Güterverkehr
Regelmäßiger Güterverkehr findet nicht mehr statt. Bad Reichenhall und Berchtesgaden Hbf verfügen über Ladegleise mit Lade- und Auffahrtsrampe, sie werden bei Bedarf zur Verladung von Militärfahrzeugen der Bundeswehrstandorte Bad Reichenhall und Strub genutzt. Der Gleisanschluss zur Neuen Saline in Bad Reichenhall wird nicht mehr genutzt und wurde auch innerhalb der Saline zum Teil entfernt, die Weiche zurückgebaut.

## Planungen
Gemäß einem früheren Liniennetzplan der BLB ist eine zusätzliche Station Bad Reichenhall Mitte sowie die Reaktivierung der Stationen Hallthurm und Winkl geplant. Im Betriebsbahnhof Hallthurm finden derzeit nur Zugkreuzungen statt. Durch die schwierige bogenreiche Trassierung (Steilstrecke sowie eine Vielzahl von Langsamfahrstellen durch nicht technisch gesicherte Bahnübergänge) sind Fahrzeitverkürzungen auf der Strecke nur mit erheblichem technischen Aufwand erzielbar.

## Fahrzeugeinsatz
Eröffnet wurde der Betrieb mit Dampflokomotiven der Baureihe D VIII.
Nach der Elektrifizierung prägten die Baureihen E 36 01–04 und E 36 21–24 für den gemischten Dienst den Betrieb. Im Güterverkehr und Schiebedienst bis Hallthurm wurden die Baureihen E 70 21–22 und E 79 01–02 verwendet. Nach Versuchen mit Elektrolokomotiven mit Einzelachsantrieb (E 73 01–02) erbrachte dann zwischen 1934 und ihrer Ausmusterung im Jahr 1983 die Baureihe E 44.5 des Bahnbetriebswerks Freilassing den Großteil der Traktionsleistung. Für den Schiebedienst bis Hallthurm wurden verschiedenste Baureihen herangezogen, darunter die Baureihe E 60. Ab den 1980er Jahren dominierten schließlich die Baureihen 111 und 139 sowie n-Wagen den Betrieb.
Von Juni 2006 bis Dezember 2009 wurden dreiteilige Triebwagen der ÖBB-Baureihen 4023 und 4024 eingesetzt. In Deutschland wurden die Züge dabei von deutschem Personal geführt.
Seit dem 1. März 2010 wird die Strecke mit fünf über Angel Trains Europa geleasten dreiteiligen Triebwagen des Typs FLIRT von Stadler Rail bedient.

## Sicherungstechnik
Die Bahnhöfe Bad Reichenhall, Bischofswiesen und Berchtesgaden erhielten zwischen 1930 und 1938 mechanische Einheitsstellwerke. Der Bahnhof Hallthurm erhielt 1975 ein Drucktastenstellwerk Dr S2.
Zwischen Juli 2020 und Dezember 2021 errichtete die Deutsche Bahn neue elektronische Stellwerke (ESTW-R) der Bauart SIMIS D, welche die bisherigen Stellwerke ersetzen. Ebenso ersetzte sie die bisherigen Signale durch Ks-Signale. Fortan werden alle Bahnhöfe von einem Bedienplatz im Stellwerksgebäude Freilassing gesteuert. Die Verbindung zwischen den Bahnhöfen erfolgt über ein neu parallel zur Bahnstrecke verlegtes Lichtwellenkabel.